# Derby Type L 2

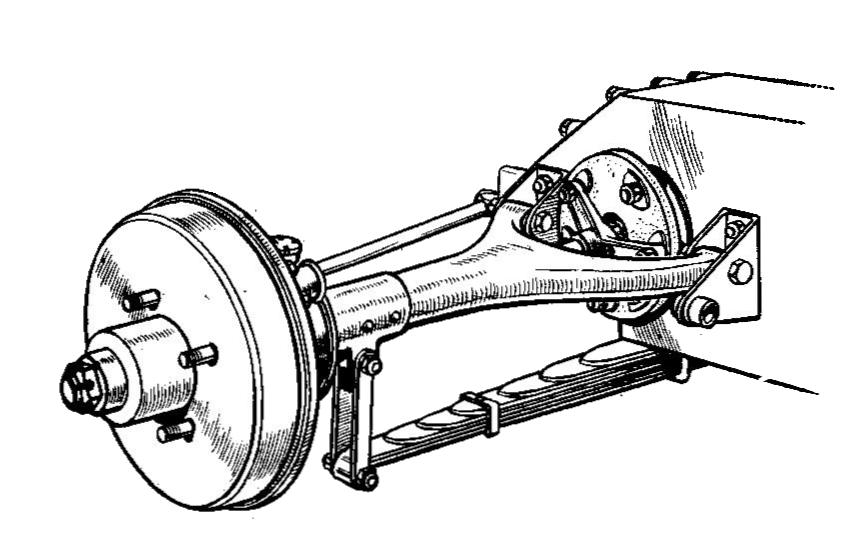
Vorderradaufhängung (Pendelachse)

Der Derby Type L 2 ist ein Pkw-Modell und Nachfolger des Type K 4.

## Beschreibung
Der Wagen wurde im Oktober 1931 auf dem Pariser Autosalon präsentiert. Er war das vorletzte Modell der französischen Marke Derby. Konstrukteur war Étienne Lepicard.
Der Wagen hatte einen Vierzylindermotor mit 60 mm Bohrung und 97 mm Hub, was 1097 cm³ Hubraum ergab. Der Motor wurde von Godefroy et Levêque zugeliefert und als Ruby-Motor bezeichnet. Er war in Frankreich mit 6 CV eingestuft. Bis Januar 1933 sind 28 PS Motorleistung angegeben. Etwa im Oktober 1933 stieg sie auf 35 PS.
Anders als viele Fahrzeuge aus dieser Zeit hatte der Wagen Frontantrieb. Nach einem Jahr kam Einzelradaufhängung mit Querblattfedern dazu. Die außen liegenden Gelenke ließen einen Radeinschlag bis 47 Grad zu. Dadurch war ein verhältnismäßig kleiner Wendekreis möglich. Die vorderen Bremsen wurden mit Bowdenzügen betätigt. Das Getriebe hatte vier Gänge. Bei verschiedenen Testfahrten wurden ohne Beanstandungen Steigungen von 16 % befahren. Die Straßenlage wurde gelobt.
Der Radstand betrug 2740 mm, die Spurweite 1240 mm, die Reifengröße 12 × 45.
Das Leergewicht war mit 800 kg angegeben. Ein Testwagen von 1933 wog 841 kg, wovon 474 kg auf die Vorderachse und 367 kg auf die Hinterachse entfielen.
Anfangs waren Limousine, Coupé und Roadster erhältlich. Viele Karosserien stellte das Karosseriebauunternehmen Macquet et Galvier aus Courbevoie her. Im Oktober 1932 kam noch ein Cabriolet von Chapron dazu. Die Höchstgeschwindigkeit betrug 110 km/h beim Roadster und 95 km/h bei den übrigen Modellen.
Von 1931 bis 1932 wurden etwa 200 Fahrzeuge hergestellt und danach noch 50. Nach anderen Angaben waren es insgesamt 200 Fahrzeuge. Mindestens zwei Fahrzeuge existieren noch.

## Auslandsproduktion
Douglas Hawkes, der damals Derby leitete, betrieb auch eine kleine Werkstätte an der Rennstrecke Brooklands in England. Dort wurden einige Fahrzeuge für den englischen Markt hergestellt. Das Fahrgestell kam aus Frankreich und die Karosserie aus England. Der Motor, ein Meadows 4ED, kam von Henry Meadows aus Wolverhampton. Es war ein Vierzylindermotor mit 1496 cm³ Hubraum. Nur etwa sechs Fahrzeuge entstanden.
Außerdem wurde als Prototyp ein Kastenwagen  in Frontlenkerbauweise entworfen, der nicht in Serie ging.